# Paul Demaret
Paul Demaret (Oostende, 24 september 1941) is een Belgisch hoogleraar en rector van het Europacollege in Brugge (2003-2013).

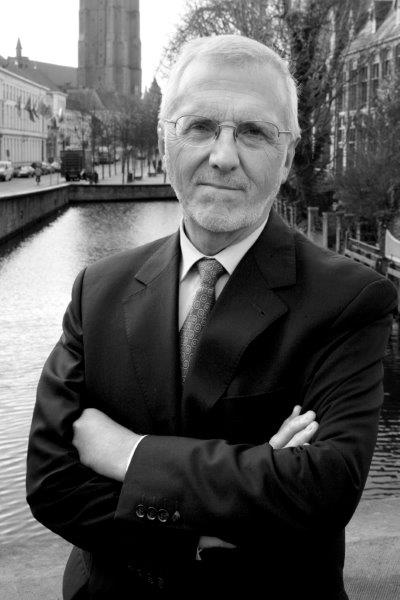
Paul Demaret in 2015

## Levensloop
Demaret behaalde diploma's in de rechten en in de economische wetenschappen aan de Universiteit van Luik, een Master van de Columbia Law School (New York) en een doctoraat in de rechten aan de University of California - Berkeley. Hij behaalde ten slotte het doctoraat in de rechten aan de Universiteit van Luik.
Hij was gewoon hoogleraar en vanaf 2003 buitengewoon hoogleraar aan de universiteit van Luik en directeur van de Institut des Etudes Juridiques Européennes Fernand Dehousse. Hij werd docent aan het Europacollege en was er van 1981 tot 2003 directeur van het Departement Europees Recht en vanaf februari 2003 rector, in opvolging van professor Robert Picht.
Hij doceerde en leidde onderzoek in de domeinen van
- Europees economisch recht,
- WTO-recht (Wereldhandelsorganisatie),
- Vergelijkend economisch recht Verenigde Staten - Europese Unie,
- De externe dimensie van de interne EU-markt.

## Onderwijsopdrachten
Demaret heeft talrijke gastprofessoraten vervuld. Hij heeft onder meer gedoceerd:
- als bekleder van de Robert Schuman Leerstoel in het Centrum van Europese Studies in Beijing (1999),
- als gastprofessor aan de Universiteit van Beijing (1997-2002),
- in het World Trade Institute, Bern (2001),
- in de Pontificale Katholieke Universiteit van Peru, Lima (1999-2001),
- in de Universiteit van Coimbra (1999),
- in het Institut International Universitaire, Luxemburg (1989 en 1999),
- in de Université de Paris II (1999),
- in de Autonome Universiteit van Barcelona (1993-2000),
- in Mexico College, Mexico City (1992 en 1994-1996),
- in de Universiteit van Lusiada, Lissabon (1989-1996),
- in de Katholieke Universiteit van Lissabon (1988 en 1993-1995),
- in de Universiteit van Genève (1990-1992),
- in de Academie voor Europees Recht, Europees Universitair Instituut, Firenze (1992),
- in de Universiteit van Fribourg, Zwitserland (1987-1988),
- in de Universiteit van Poznan, Polen (1985),
- in de Universiteit van Nancy (1977-1980).

## Uitgevoerde opdrachten
- 1985-1986: voorzitter van het selectiecomité voor aanwerving van juristen bij de Europese Commissie.
- 1987-1991: covoorzitter van de Belgische Vereniging voor Europees Recht.
- 1990: extern consultant voor de Cellule de prospective van de Europese Commissie.
- 1990-2006: hoofd van een onderzoeksteam ondersteund door de Belgische federale regering, Droit de l'intégration économique européenne (samen met Professor M. Maresceau, Universiteit Gent en Professor M. Dony, Université Libre de Bruxelles.
- 1991-1995: lid van de Raad van Bestuur van de Universiteit van Luik.
- 1992: codirecteur van het seminarie Legal and economic aspects of regional integration. The European experience, Colegio de Mexico, (ULB - ULg. - Europese Commissie).
- 1994-1996: afgevaardigd bestuurder van de Association internationale pour l'étude de l'intégration européenne* 1996-1997: Voorzitter van het Internationaal Arbitrage tribunaal France Telecom tegen Polen.
- 1995-1999: lid van het Curatorium van het Institut Universitaire International in Luxemburg.
- 1995: verantwoordelijke voor de organisatie (voor rekening van de Europese Commissie) van een sessie van Europese studies aan het Colegio de México bestemd voor Latijns-Amerikaanse ambtenaren en juristen en voor de organisatie van conferenties in Lima en La Paz.
- 1997-2007: lid van de Commission des sciences juridiques, Nationaal Fonds voor Wetenschappelijk Onderzoek, Brussel.
- 1999-2000: lid van het WTO-panel Korea - Measures Affecting Imports of Fresh, Chilled and Frozen Beef.
- 1999: co-organisator van de Workshop Legal Issues in EU-China Trade Relations, Center for European Studies, Beijing University.
- 1998-1999: lid van het WTO-panel India - Quantitative restrictions.
- 1999- : lid van de Collège doctoral européen, Université Robert Schuman, Straatsburg.
- 1998- : lid van de redactieraad van Journal of International Economic Law, Oxford University Press.

## Publicaties
- Mondialisation et accès aux marchés. L'accès au marché des services réglementés: la libéralisation du commerce des services dans le cadre du traité CE, in: Revue internationale de droit économique 2002/2-3 (t. XVI).
- (samen met Inge Govaere, Dominik Hanf, e. a.,) 30 Years of European Legal Studies at the College of Europe - 30 ans d'études juridiques européennes au Collège d'Europe - Liber professorum 1973-2003, Serie Cahiers du Collège d'Europe / College of Europe Studies - Volume 2, Peter Lang, 2005.

Zijn publicaties betreffen hoofdzakelijk de volgende materies:
- Europees Communautair recht (Europees recht over intellectuele eigendom, Europees concurrentierecht, vrije circulatie van goederen, vrije circulatie van personen, gemeenschappelijke handelspolitiek);
- Internationaal handelsrecht (Regionale Integratieakkoorden/GATT/WTO).